# 龍興里 (平鎮區)

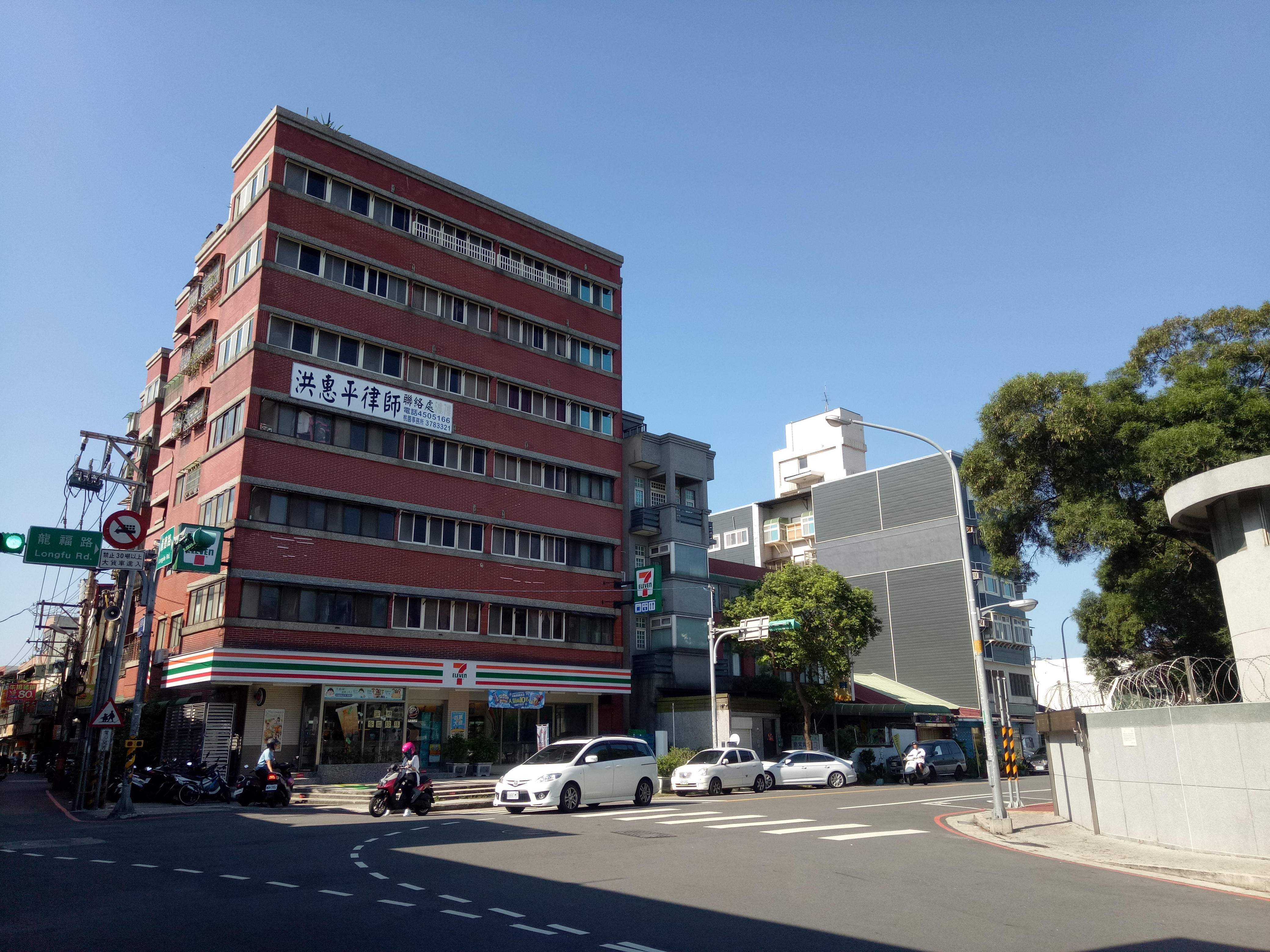
龍興里龍福路街景

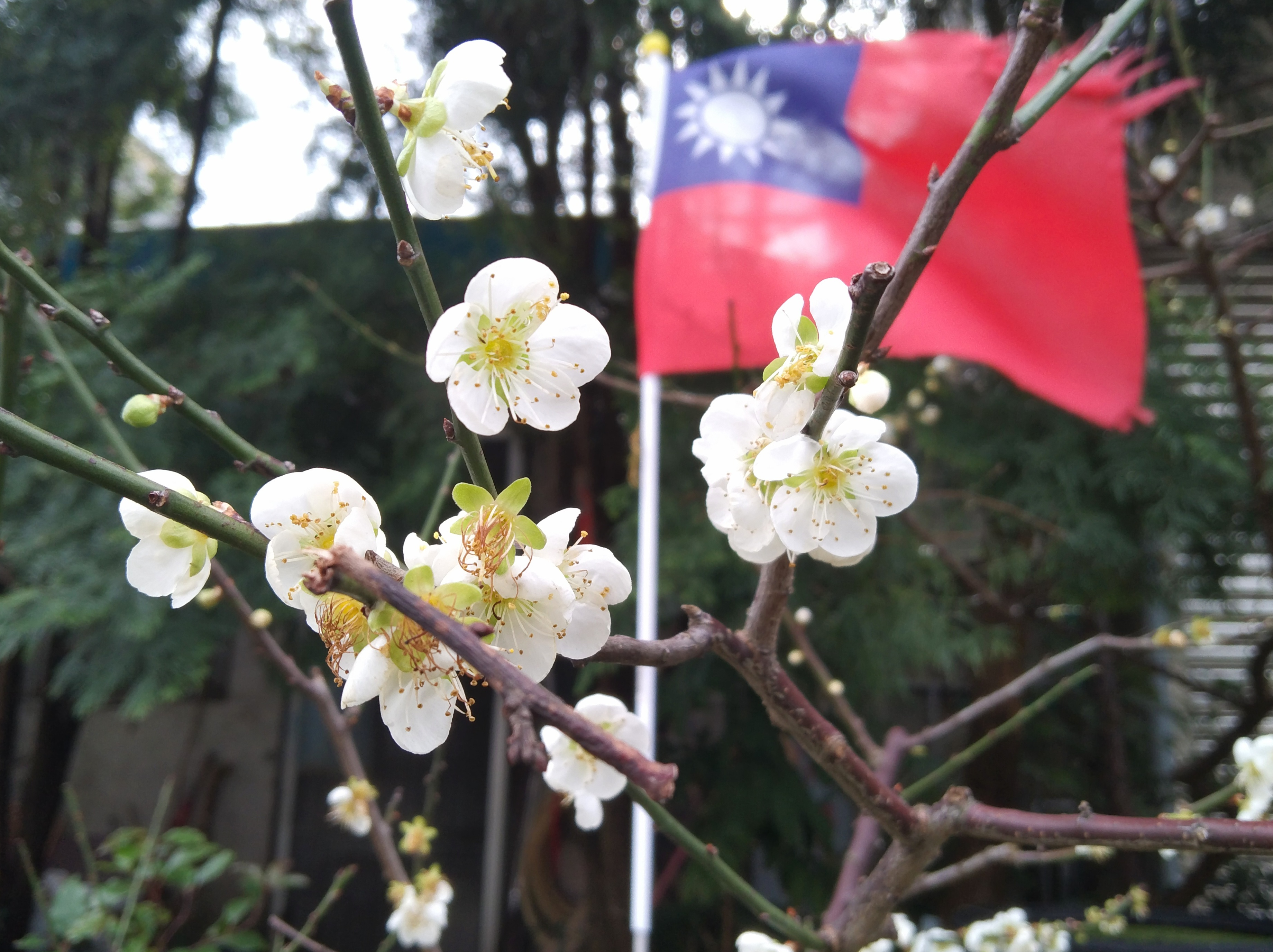
龍興里居民栽種的梅樹與中華民國國旗

龍興里是中華民國桃園市平鎮區的一個里，位於平鎮區東北部，與東社里、貿易里、中壢區龍平里接壤，至2013年8月底共有1022戶，人口3134人，其中男性1535人，女性1599人。

## 外部連結
- 桃園縣平鎮市龍興里-村里通 - 村里首頁